# 日産ディーゼル・フィリピン

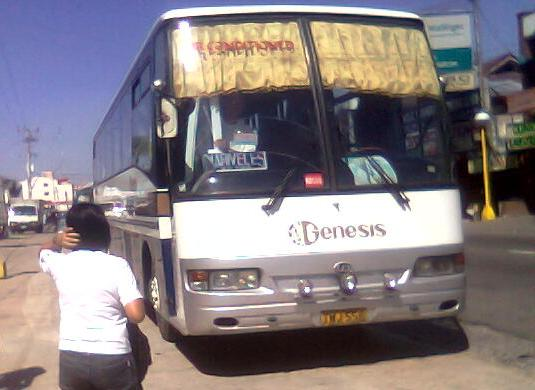
日産ディーゼル・フィリピンの現地向けバス

日産ディーゼル・フィリピン（にっさんディーゼル・フィリピン、NDPC）は、かつて存在したフィリピン共和国のバス製造会社で、日産ディーゼル工業（現：UDトラックス）の出資する子会社（持分法適用非連結子会社）であった。1991年設立、2001年解散。フィリピン国内向けのほか、1996年から日本向けにハイデッカー型バス「ユーロツアー（Euro Tour、JA系）」を製造した。

## 概要
1991年9月、フィリピンのサンタローサ市にてフィリピン国内向けにバスの製造を行う目的で設立。資本金は1億5,000万ペソ、UDトラックス（旧:日産ディーゼル）の出資割合は48.5%。1996年には資本金が1億8,600万ペソ（当時の通貨レートで7億4,400万円）まで増資された。この時点での出資比率は日産ディーゼル30%、富士重工業13%、ニチメン（現在の双日）12%であった。
その後、アジア通貨危機によりフィリピン国内のバス需要が減少したことと、フィリピンからの輸出が困難となったため、2001年12月31日をもって解散した。解散発表時点での資本金額は3億3,600万ペソ、出資比率は日産ディーゼル48.5%、ニチメン19.5%であった。

## ユーロツアー（JA系）
1996年からNDPCが日本向けに製造した、ハイデッカータイプの大型観光バス。ベルギー・ヨンケーレ社の技術供与によって生まれたモデルで、同社のハイデッカー観光バス「ドゥービル」(Deauville) をベースに開発され、フィリピンでの車名は「ユーロトランス」(Eurotrans) であった。ボディ素材にアルミやFRPを取り入れ、国産車では実現できなかったコストパフォーマンスの高さ（価格は従来同クラスの20%ダウン）を追求している。ただし最終工程は輸入後に当時日産ディーゼルのバスボディを生産していた富士重工業（同社もNDPCに出資）伊勢崎製作所で行っていた。エンジンはRG8型（350PS）とRF8型（310PS）のV型8気筒2種を採用。
型式はJA530RAN（350PS仕様）及びJA520RAN（310PS仕様）。自動車排出ガス規制は短期規制 (KC-) 相当だが、逆輸入車のため型式には排出ガス規制記号が付かない。なお、フィリピンの現地バージョンではターボチャージャー付きPE6系・PF6系エンジンやリーフ式サスペンションも設定され、型式はJA340SANやJA450SSNなどが存在した。
修学旅行における航空機利用の広まりなどによって貸切バス需要が大きく減退し、バス事業者にとってより合理的な大型観光モデルが求められていた時期に登場したJA系は、当初は大きく注目され、他社からも廉価版モデルが次々とリリースされるきっかけを作った。大口ユーザーは東京空港交通などで、特に東京空港交通は一度に100台以上の大量発注をしたため、年間40台という販売目標はクリアしていた。しかし、海外生産に起因する車両信頼性やメンテナンス性への不安、前軸が空気バネとはいえ車軸懸架サスペンションのため、独立懸架を採用する国産観光バスに比べて操縦安定性が劣る点がネックとなり、あまり普及しないままに生産中止を迎えた。
先述したとおり排出ガス規制記号が付かないため、排出ガス規制の厳しい大都市部への乗り入れも可能であり、新製配置された事業者からの除籍後は、新規参入した貸切バス事業者が中古導入した車両が数多く確認されている。特に東京空港交通から放出された車両は、先述のメリットに加えてリムジンバスという出自から大容量のトランクを装備するため、インバウンド輸送を主力とする新規参入事業者での運用例が少なからずあった。

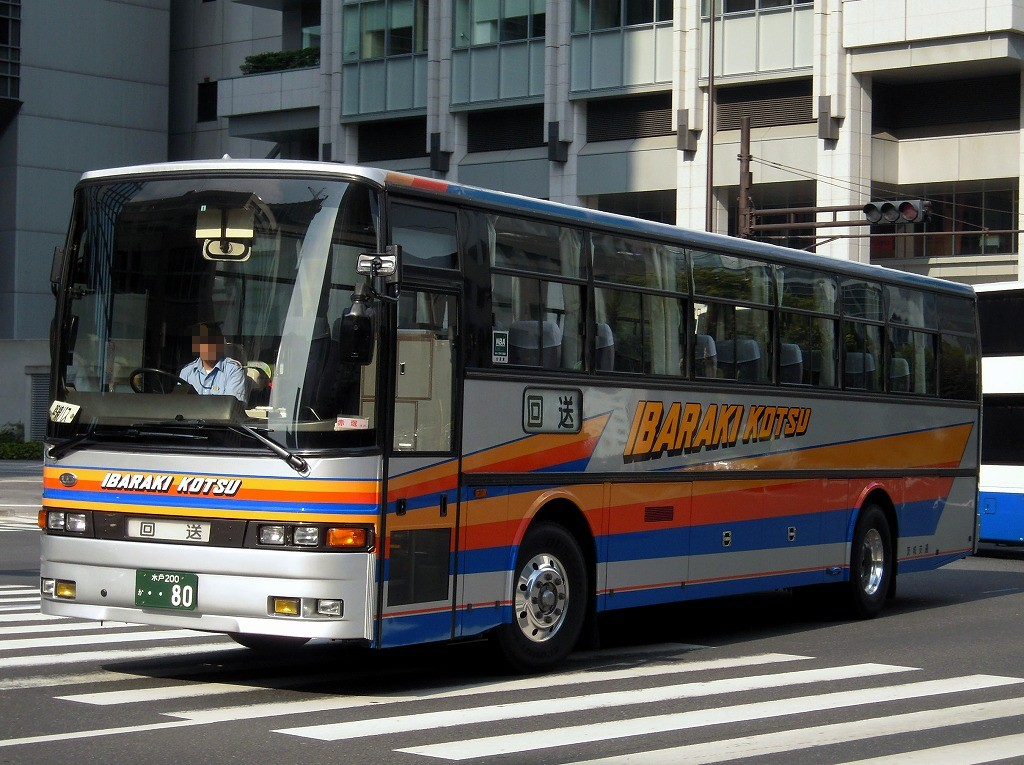
JA520RAN 茨城交通
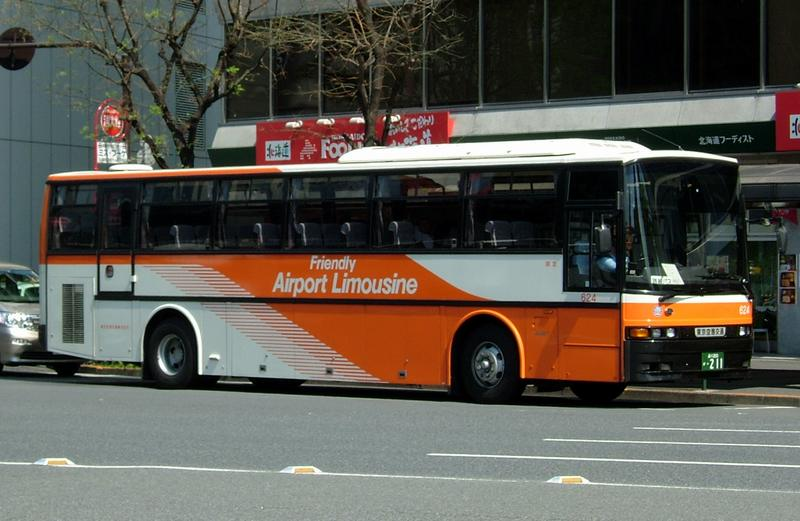
JA530RAN 東京空港交通
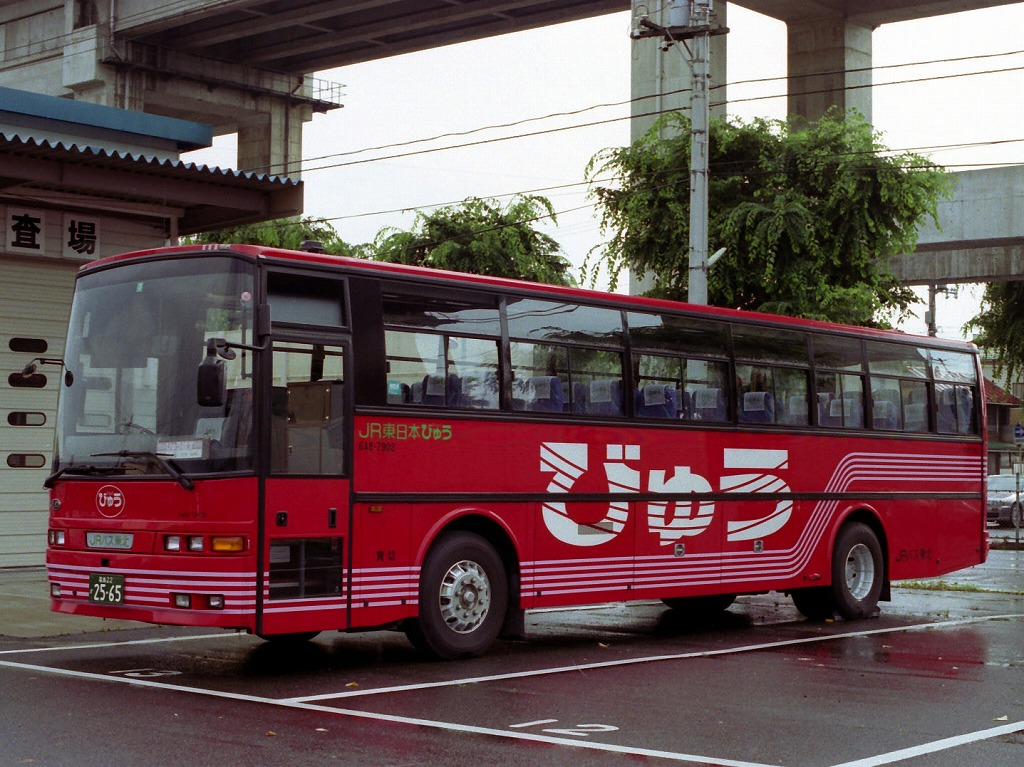
JA530RAN ジェイアールバス東北